# خوان ساستره
خوان «پاچین» ویکنس ساستره (۷ سپتامبر ۱۹۳۴ – ۱۸ فوریه ۲۰۰۷) یک بازیکن بسکتبال پورتوریکویی بود. ویکنس به خاطر عملکرد برجسته‌اش با تیم لیونز پونس و تیم ملی بسکتبال پورتوریکو شناخته شد. در مسابقات قهرمانی جهانی فیبا که در سال۱۹۵۹ در شیلی برگزار شد، ویکنس به عنوان بهترین بازیکن جهان معرفی شد.

## دوران حرفه‌ای بسکتبال
خوان ویکنس ساستره در سیالس، پورتوریکو به دنیا آمد. او ششمین فرزند خوزه 'پپیتو' ویکنس باتالا و آنتونیا 'دونا لیلا' ساستره بود. در سال ۱۹۴۹، او به شهر پونس مهاجرت کرد تا در کالج پونس تحصیل کند. او این کار را بخاطر تشویق‌های برادرش، انریک ویکنس که در آن زمان برای تیم لیونز بازی می‌کرد، انجام داد.
پس از نقل مکان، او به تمرینات تیم کالج خود پیوست و در مواقع نیاز به عنوان جایگزین بازی می‌کرد. در سال ۱۹۵۰، او بالاخره در لیگ بی‌اس‌ان با تیم لیونز پونس به میدان رفت. در سال ۱۹۵۲، او بازی‌های درخشان خود تیم لیونز را به سمت اولین قهرمانی‌اش هدایت کرد و به عنوان باارزش‌ترین بازیکن آن دوره از مسابقات انتخاب شد. در سال ۱۹۵۴، او با کسب یک قهرمانی دیگر، دوین جایزه بهترین بازیکن خود را نیز دریافت کرد.
علاوه بر این، از سال ۱۹۵۴ تا ۱۹۵۶، ویکنس در تیم دانشگاه ایالتی کانزاس بازی کرد و تحت مربیگری تکس وینتر قرار داشت.
در طول شانزده سال حضورش در تیم لیونز پونس، او تیم را به ده فینال و هفت عنوان قهرمانی رساند. در سال ۱۹۵۸، او بهترین امتیازآور لیگ بود و دو بار دیگر (۱۹۵۸ و ۱۹۶۰) به عنوان باارزش‌ترین بازیکن لیگ برگزیده شد. او همچنین اولین بازیکنی بود که ۵٬۰۰۰ امتیاز در لیگ به ثبت رساند و با مجموع ۵٬۱۰۲ امتیاز بازنشسته شد. در پایان دهه ۱۹۵۰، او دعوتی برای پیوستن به نیویورک نیکس دریافت کرد، اما این دعوت را رد کرد تا بتواند به بازی با پونس و تیم ملی پورتوریکو ادامه دهد.
ویکنس عضو تیم ملی بسکتبال پورتوریکو بود و در چهار دوره از بازی‌های آمریکای مرکزی و کارائیب، دو مسابقات جهانی و دو دوره المپیک نماینده کشور خود بود. در مسابقات قهرمان جهانی فیبا در سال ۱۹۵۹ که در آنتوفاگاستا، شیلی برگزار شد، ویکنس به عنوان بهترین بازیکن بسکتبال جهان انتخاب شد و همچنین در میان پنج بازیکن برتر آن تورنمنت قرار گرفت.
در سال ۱۹۶۶، ویکنس تیم ملی را به کسب مدال طلا در بازی‌های قهرمانی کارائیب و آمریکای مرکزی که در سان خوان برگزار شد، هدایت کرد.

## دوران پس از حرفه
پس از بازنشستگی از بسکتبال در سال ۱۹۶۶، او به عنوان مفسر رادیو به فعالیت‌های ورزشی خود ادامه داد.

## سال‌های پایانی
او مشعل بازی‌های قهرمانی آمریکای مرکزی و کارائیب در سال ۱۹۹۳ را حمل کرد.
در نیمه دوم سال ۲۰۰۶، وضعیت سلامتی ویکنس شروع به وخیم شدن کرد و او مجبور به قطع پاهایش شد. به دلیل بیماری، چندین بار بستری شد و در نهایت در ۱۸ فوریه ۲۰۰۷، در خانه‌اش در پونس، در سن ۷۲ سالگی درگذشت.

## میراث
در سال ۱۹۷۲، تیم لیونز پونس نام محل جدید خود برای برگزاری مسابقات را تالار خوان پاچین ویسنس گذاشت. این مکان هنوز با یادبودهای ویکنس، از جمله تصاویر، پیراهن‌ها و یک مجسمه از او، تزئین شده است.
در تاریخ ۲۵ مه ۲۰۰۷، ویکنس به‌طور رسمی به عنوان نامزد فیبا در پورتوریکو معرفی شد. لیست نامزدها شامل ۳۴ شخصیت برجسته بسکتبال از سراسر جهان بود.
در سال ۱۹۹۲، شهر پونس بار دیگر دستاوردهای او را با نصب یک لوح یادبود در تالار مشاهیر شهر پونس گرامی داشت.